# Montreuil-sous-Pérouse
Montreuil-sous-Pérouse è un comune francese di 1 113 abitanti situato nel dipartimento dell'Ille-et-Vilaine nella regione della Bretagna.

## Società

### Evoluzione demografica
Abitanti censiti